# Seleção Paraguaia de Voleibol Feminino
A seleção paraguaia de voleibol feminino é uma equipe sul-americana composta pelas melhores jogadoras de voleibol do Paraguai. A equipe é mantida pela Federação Paraguaia de Voleibol (em espanhol: Federación Paraguaya de Voleibol). 
Segundo a mais recente atualização do ranking da FIVB (Federação Internacional de Voleibol), o selecionado paraguaio ocupa a 117ª posição no enquadramento principal (seniors).

## Retrospecto
O retrospecto do Paraguai, no histórico de participações no Campeonato Sul-Americano de Voleibol Feminino, aponta como a melhor campanha o segundo lugar obtido no ano de 1964 (em Buenos Aires, Argentina). As paraguaias conquistaram o terceiro lugar em uma oportunidade (1967), além da quarta colocação em duas edições da competição (1956 e 1958).
A mais recente participação do Paraguai no sul-americano foi em Cartagena, na Colômbia (ano de 2015), quando sua equipe ficou na oitava colocação geral.

## Títulos e campanhas de destaque
| Organizador | Competição               | Medalha de ouro | Medalha de prata | Medalha de bronze | Total |
| CSV         | Campeonato Sul-Americano | 0               | 1                | 1                 | 2     |
| ODESUL      | Jogos Sul-Americanos     | 0               | 1                | 0                 | 1     |

### Categorias de base
| Organizador | Competição                      | Medalha de ouro | Medalha de prata | Medalha de bronze | Total |
| CSV         | Campeonato Sul-Americano Sub-16 | 0               | 0                | 1                 | 1     |